# フリードリヒ・ヴィルヘルム1世 (ヘッセン選帝侯)
フリードリヒ・ヴィルヘルム1世（Friedrich Wilhelm I., Kurfürst von Hessen, 1802年8月20日 - 1875年1月6日）は、ヘッセン選帝侯（在位：1847年 - 1866年）。

## 生涯
フリードリヒ・ヴィルヘルム1世は、ハーナウでのちの選帝侯ヴィルヘルム2世と妃アウグステ・クリスティーネ（プロイセン王フリードリヒ・ヴィルヘルム2世の四女）との間に生まれた。
ヘッセン＝カッセルがフランスに占領された間（1806年 - 1813年）、フリードリヒ・ヴィルヘルムは母アウグステに連れられてベルリンにとどまっていた。父ヴィルヘルム2世との関係は、父が愛妾エミーリエ・オルトレップを寵愛していたせいで悪かった。
1831年9月、フリードリヒ・ヴィルヘルムは摂政となった。彼は大臣ルートヴィヒ・ハッセンプフルクの影響の下、反動政治を指揮し、このために国民の信望を失った。1848年革命に際しては要求に屈するよう強いられたが、革命が破綻後、1850年にハッセンプフルクを復職させた。
1866年に起きた普墺戦争で、フリードリヒ・ヴィルヘルムはオーストリア側についた。ヘッセンの首都カッセルはプロイセンに占領され、フリードリヒ・ヴィルヘルム自身は捕虜となってシュテッティン（現シュチェチン）へ送られた。同じ年、ヘッセン選帝侯国はプロイセンに併合された。
フリードリヒ・ヴィルヘルムは二度と自身の領土をプロイセンから取り返すことはできず、ドイツ帝国成立後にも君主位を取り戻そうとしたが果たせなかった。1875年、フリードリヒ・ヴィルヘルムはプラハで死んだ。
死後、ヘッセン＝カッセル方伯家家長となったのは、又従弟のヘッセン＝ルンペンハイム方伯フリードリヒ・ヴィルヘルムであった。

## 子女
1831年6月、フリードリヒ・ヴィルヘルムはゲルトルーデ・ファルケンシュタインと貴賤結婚した。父ヴィルヘルム2世は彼女をシャウムブルク伯爵夫人とし、フリードリヒ・ヴィルヘルムは1853年にゲルトルーデをハーナウ侯爵夫人に叙爵した。夫妻には9人の子女がおり、ハーナウ侯子・侯女の称号が与えられた。
- アウグステ（1829年 - 1887年） - 1849年、イーゼンブルク＝ビューディンゲン＝ヴェヒタースバッハ侯フェルディナント・マクシミリアン1世と結婚
- アレクサンドリーネ（1830年 - 1871年） - 1851年、ホーエンローエ＝エーリンゲン侯子フェリックスと結婚
- フリードリヒ（1832年 - 1889年）
- モーリッツ（1834年 - 1889年） - ハーナウ侯
- ヴィルヘルム（1836年-1902年） - ハーナウ侯
- マリア（1839年 - 1917年） - 1857年、ヘッセン＝フィリップスタール＝バルヒフェルト公子ヴィルヘルムと結婚（1872年離婚）
- カール（1840年 - 1905年） - ハーナウ侯
- ハインリヒ（1842年 - 1917年） - ハーナウ侯
- フィリップ（1844年 - 1914年）